# Dunja Flash
Dunja Flash srpska je pop-dens pevačica, plesačica, vlasnica plesnog kluba Fleš i od 2021. godine član grupe Luna zajedno sa Čedom Čvorkom.

## Biografija
Dunja je rodjena 6. januara 1981. godine u Beogradu. Završila kur za profesijonalnu plesačicu a takodje je završila i muzičku školu odsek klavir.

## Karijera
Dunja Flash ima karijeru dugu preko 20 godina a karijeru je započela kao koreograf i igrač u mnogim spotovima poznatih srpskih pevača kao što su: Seka Aleksić - Crno i zlatno; Dara Bubamara - Sebična; Goga Sekulić - Gaćice, idt. 2006. godine otvara plesni klub Flesh te njena karijer postaje sve bolja. Nekoliko puta je bila gost na koncertima poznatih pevača a najpoznatiji su koncerti od Tošeta Proeskog i Jelene Karleuše. Koreografije je radila za zvanične manifestacije kao što su: Zlatni melos, Oskar popularnosti, Sunčane skale i mnoge druge. Takodje je u mnogim emisijama na vodećim tv kućama je radila koreografije za emisije: Audicija na TV Pinku, Folk šou na KTV Zrenjanin, Prslok again na KCN, BN Music i mnoge druge. Osvojila je brojne nagrade na poznatim festivalima sa pesmama Žena na kolenima, Ohrid 2006; Pa pa dragi, Festival Budva 2004; Luda sam, Herceg Novi 2006. A 2009. godine je u Vrnjačkoj Banji  osvojila nagradu za scenski nastup "Do kože me svuci". Snimila je spotove za svoje pesme Dušo, Do kože me svuci, Daj ram ram, Roba. Od 2014. godine posvetila se profeisonalno fitnessu i u 2017. godini uspela je da položi najprestižnije sertifikate, za Fitness instruktora i za Hard Body trenera, u našoj zemlji koji su priznati svuda u svetu. Danas se bavi pevanjem, plesom, 2006. godine objavila je solo album Žena na kolenima a od 2021. godine je  član grupe Luna gde zajedno sa njom peva njen stari prijatelj i kolega Čedomir Raičić poznatiji kao Čeda Čvorak.

## Diskografija
Albumi:
- 2006. Žena na kolenima

Singlovi:
- Žena na kolenima (Žena na kolenima)
- Dušo (Žena na kolenima)
- Odšteta (Žena na kolenima)
- Osveta (Žena na kolenima)
- Uzmi me (Žena na kolenima)
- Luda sam (Žena na kolenima)
- Oči U Oči (Žena na kolenima)
- To nije to  (Žena na kolenima)
- Pa pa dragi
- Neću da se kajem
- Roba
- Do Kože Me Svuci
- DAJ DAJ RAM

Singlovi (kao deo grupe Luna):
- 2022. Ljubavi bivše